# Cseherdős
Cseherdős, 1911-ig Sumica (románul: Șumița, csehül: Šumice) falu Romániában, a Bánságban, Krassó-Szörény megyében.

## Fekvése
Az Almás-hegységben, a községközponttól 13 km-re délnyugatra, Herkulesfürdőtől 30 km-re északnyugatra fekszik.

## Nevének eredete
A Sumica név a szerbből való és 'liget'-et jelent. A mesterséges névadással keletkezett Cseherdős név lakóinak nemzetiségére és az erdős környékre utal.

## Története
1827-ban harminchat Plzeň és Chýnov vidéki cseh telepes család alapította Schönthalt az Oláh-bánsági ezred területén, a Ponyászka-patak Minișbe folyásánál. Egy részük az első két évben a rossz talaj miatt visszaköltözött. 1830-ban a telepnek 123 lakosa volt. 1836-ban huszonkét schönthali család alapította meg a mai falu elődjét (a helyet 1828-ben Sumicza néven említették), míg néhányan ugyanakkor Ravenszkára költöztek. 1856-ig még több további hullámból érkeztek Csehországból telepesek. 1838-ban csatolták a határőrezredhez. 1842-ben 109 római katolikus lélekkel Mehádia filiája volt. Később hosszabb ideig a bozovicsi plébániához tartozott, papjai nem tudtak csehül. Asszonyai tejterméket vittek piacra.
1946-ban tizenhét családja repatriált Csehszlovákiába. 1957-tól a cseh nyelvű faluban pár évtizedig román felső tagozat működött.
1880-ban 263 lakosából 261 főleg cseh anyanyelvű, mind a 263 római katolikus vallású.
1992-ben 210 lakosából 206 volt cseh és négy román nemzetiségű; 209 római katolikus és egy ortodox.

## Lásd még
Bánáti csehek